# عبدالسلم بن محمد
عبدالسلم بن محمد (انگلیسی: Abdesselem Ben Mohammed; ۱۵ ژوئن ۱۹۲۶ – ۱ ژانویهٔ ۱۹۶۵) بازیکن فوتبال اهل فرانسه بود.
از باشگاه‌هایی که در آن بازی کرده‌است می‌توان به باشگاه فوتبال نیم المپیک، باشگاه فوتبال بوردو، و باشگاه فوتبال الوداد کازابلانکا اشاره کرد.
وی همچنین در تیم ملی فوتبال فرانسه بازی کرده‌است.